# Incendio de Castro de 2021
El Incendio de Castro de 2021 fue un incendio de origen forestal que afectó a la ciudad de Castro, Chile, durante el día jueves 9 de diciembre de 2021. El fuego, de acuerdo a peritajes, comenzó en matorrales cercanos al sector alto de la ciudad, que luego se extendieron hacia las viviendas de la población Camilo Henríquez y más tarde a Villa Los Presidentes. Este desastre dejó a más de 500 personas evacuadas, 18 lesionados y más de 120 casas destruidas. La alerta roja del incendio fue cancelada el 14 de diciembre de 2021.

## Antecedentes y origen
No existe todavía claridad de como se inició el segundo incendio que afectó a las 120 viviendas, aunque si se sabe de su lugar de origen. Durante el día 12 de diciembre se atribuyó el incendio a un hombre que habría sido encontrado amagando fuego y que fue detenido por Carabineros, el cual fue primeramente señalado por los medios como el potencial responsable del desastre; sin embargo, luego se aclaró que esta persona no tendría relación con el incendio que destruyó 120 viviendas.

## Incendio
El jueves 9 de diciembre de 2021 a las 07:55 h (GMT-3) la Corporación Nacional Forestal (CONAF) declara como incendio forestal al fuego que consume 0.5 hectáreas de vegetación en la comuna de Castro. Debido a su proximidad a zonas habitadas, y por recomendación de CONAF y la Oficina Nacional de Emergencia del Ministerio del Interior (ONEMI), el Delegado presidencial regional de Los Lagos Carlos Geisse Mac-Evoy declara alerta roja para la comuna. Para las 10:56 el incendio afecta a 0.85 hectáreas, y ya existía personal trabajando en el control y apagado del incendio. 
A las 17 h, CONAF da aviso de un segundo incendio forestal de 0.5 hectáreas que afecta a un área con cubierta vegetacional próxima a la villa «Camilo Henríquez», lo que conllevó a la evacuación de los habitantes de esta. La notificación incluyó un mensaje del Sistema de Alerta de Emergencia a las 17:17 h. Para las 18 h ya habían escuadrones de bomberos de siete comunas aledañas, así como apoyo aéreo contra incendios de CONAF, Carabineros de Chile y el SAMU. Se decretó alerta amarilla para la provincia de Chiloé por los incendios forestales. Ya para las 21 h el incendio de Camilo Henriquez afectaba un área de 1.5 hectáreas; 60 viviendas presentaban daños, 100 personas se hallaban evacuadas y cuatro bomberos resultaron con lesiones. 14 cuerpos de bomberos se hallaban controlando el incendio, sumado a dos helicópteros de CONAF y otro equipo público y privado apoyando en tierra.
Ya a las 02:00 h del 10 de diciembre, el incendio afectaba a 3,8 hectáreas, 100 casas estaban destruidas (80 población Camilo Henríquez y 20 en la población Villa Los Presidentes), 400 personas estaban damnificadas y 340 evacuadas. Para las 14 h el incendio cubrió 5,2 hectáreas. Al siguiente día, el incendio, aunque ativo, ya había dejado de avanzar, dejando lesionadas a 18 personas, 15 de los cuales corresponden a voluntarios del cuerpo de bomberos de Castro.
El 14 de diciembre se da por controlado y extinguido el incendio, afectando a 5,4 hectáreas de territorio, y ya no amenaza las viviendas de la zona.

## Daños
Según reportes oficiales, existen al menor 100 viviendas destruidas, más de 400 personas damnificadas, 500 evacuadas y se registra una persona albergada en uno de los centros habilitados. Debido a las actividades de control del incendio, 18 personas resultaron lesionadas, de las cuales 15 corresponden a voluntarios de Bomberos de Castro.
El fuego se extendió rápidamente debido a las condiciones de viento y temperatura en la zona.

## Repercusiones
El en ese entonces presidente de la república, Sebastián Piñera señaló que «está impactado, las imágenes han sido tremendamente desgarradoras, los informes también».
Durante el 10 de diciembre el Comité Regional para la Gestión del Riesgo de Desastres, presidido por el ministro del Interior y Seguridad Pública, Rodrigo Delgado, se reunió para definir la estrategia de control de daños causados por el fuego en la población. También a la zona viajó el ministro de Vivienda y Urbanismo, Felipe Ward. La reunión también contó con la ministra de Agricultura, María Emilia Undurraga y el ministro de Medio Ambiente, Javier Naranjo.
Durante el mismo día se estableció el trabajo de dos mesas técnicas con representantes de agencias gubernamentales regionales, provinciales y comunal con el fin de determinar acciones de apoyo a la población afectada.

### Ayudas
Desde el gobierno se anunciaron planes de ayuda para las familias damnificadas, incluyendo fondos para arriendos de viviendas y viviendas de emergencia. Otras campañas ya comenzaron para recolectar dinero, alimento y vestuario para las personas damnificadas.
Los días 21 y 22 de diciembre del mismo año se desarrolló el Castrotón el cual era un evento gratuito solidario con el objetivo de ayudar a los damnificados del incendio. Se destacaron las presentaciones musicales de grupos y artistas nacionales como: Denisse Rosenthal, Amerikan Sound; Paula Rivas, Pedro Foncea, Jimy Fernández (ex Pozze Latina), DJ Drummer, y grupos locales como Horacio Rebolledo y el Tripulao, Pastora Alfonsina, Upa Chalupa, Llauquil de Quellón, Los Indomables del Sur, Enrique Millán, entre otros.